# 難民

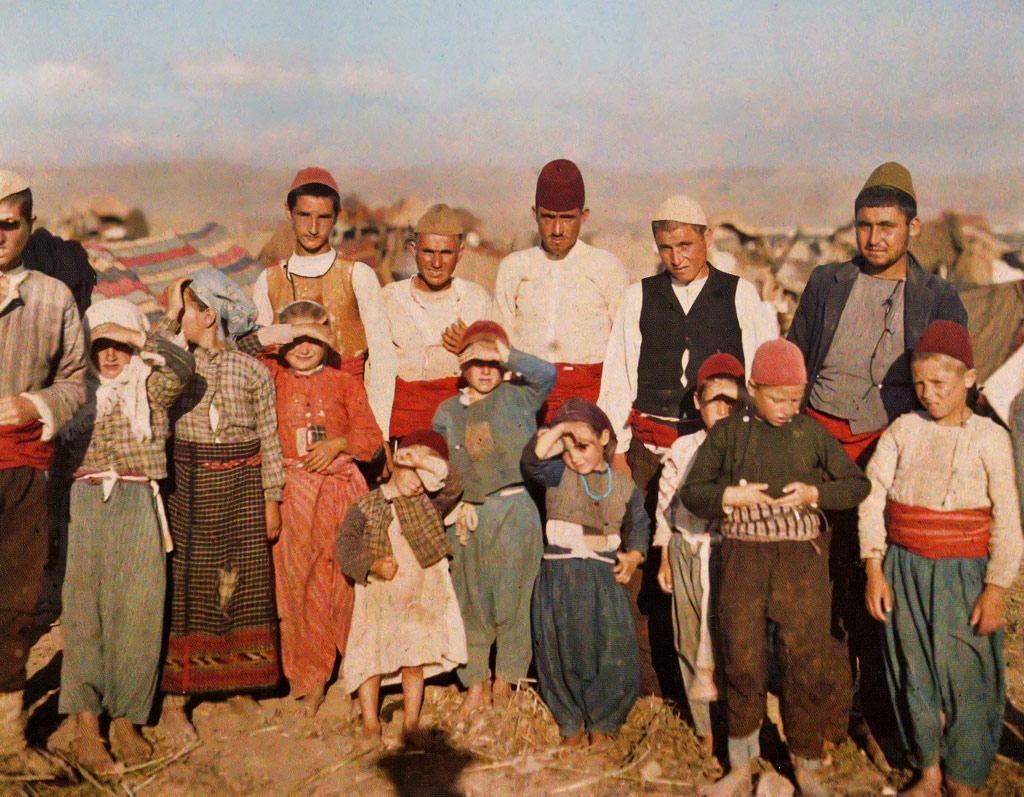
エディルネからのトルコ人難民、1913年

難民（なんみん、英: refugee）は、対外戦争、民族、紛争、人種差別、宗教的迫害、思想的弾圧、政治的迫害、経済的困窮、自然災害、飢餓、伝染病などの理由によって、国境を越えて庇護を求めて外国へ逃避した人々。母国を自分の意志で離れた、又は強制的に追われた人々を指す。
その多くは陸路、海路、河路で国外に脱出し、他国の庇護と援助を求める。統計上、先進国等の母国より経済的に豊かな国に難民認定された場合は母国が停戦又は復興が開始されても母国への帰国は希望しない傾向が示されている。短期間の滞在許可のみを求め、母国の復興開始時に帰宅を希望する避難民（ひなんみん、英: evacuees）と異なる。日本でも第二次世界大戦後の国境警備が完全回復するまでの1960年頃まで、朝鮮半島から日本への密入国・自由意志で来日した者らの帰国拒否・送還拒否が問題になった。
現在の国際法では、狭義の「政治難民 (せいじなんみん、英：political refugee)」を一般に難民と呼び、弾圧や迫害を受けて難民化した者に対する救済・支援が国際社会に義務付けられている。
国連難民高等弁務官事務所（UNHCR）は2022年5月23日、「難民申請者や国内避難民を含めた総数が、2022年ロシアのウクライナ侵攻などによる増加で初めて1億人を超えた」と発表した。2022年末時点で故郷を追われた人の数は約1億840万人。世界人口80億人の約1.4％にあたり、全人類の約1.4％が紛争や迫害、そして暴力等により、避難を余儀なくされたことになっている。

## 語源
Refugee(難民)
ラテン語 "refugium"=
```
re : 戻る 
fugere : 逃げる 
ium : のための場所
```

1685年、ナント勅令終結後に移住した、フランス・ユグノーを指し示す語として古フランス語 の refugié を使用。「亡命者」などの意。
日本では「本国の保護を受けることが出来ない、あるいはそれを望まないために外国での生活を求める人」を「難民」「亡命者」と表現する。そのため、難民と亡命者を同一の意味で使用されることがあるが、国外逃亡理由で政治的理由が比較的稀薄な人々を難民、政治的理由で庇護を求める人々を亡命者と呼ばれる傾向にある。

## 難民の地位に関する条約と難民の定義
1951年7月28日、スイスのジュネーヴで行われた「難民及び無国籍者に関する国際連合全権会議」において「難民の地位に関する条約（難民条約）」(Convention Relating to the Status of Refugees)が採択された。
難民の定義、難民保護のための行政措置、ノン・ルフールマン原則 (Principle of Non-refoulement)を定めた同条約は、難民法の「マグナ・カルタ」と称され尊ばれる。
「難民の地位に関する条約」の制定に先立つ1950年12月に難民支援活動の監督団体として国際連合難民高等弁務官事務所（UNHCR）が設立された。
しかし、同条約の対象地域はヨーロッパに限定しており、さらに対象となる人々もUNHCRが活動を開始した1951年1月1日以前に発生した難民に限定されていたため、1967年1月31日、国際連合の「難民の地位に関する議定書（難民議定書）」(Protocol Relating to the Status of Refugees)により、対象地域の限定を原則解消し、対象難民の時限性を撤廃した。通常、「難民の地位に関する条約」と「難民の地位に関する議定書」の両方を統合したものを「難民条約」と呼称する。
「難民の地位に関する議定書」を含む「難民の地位に関する条約」が定義する難民とは、UNHCR駐日事務所公式サイトに次のように記載されている。
| 難民の地位に関する条約 第1章 一般規定 第1条【「難民」の定義】 A この条約の適用上、「難民」とは、次の者をいう。 (2)1951年1月1日前に生じた事件の結果として、かつ、人種、宗教、国籍もしくは特定の社会的集団の構成員であることまたは政治的意見を理由に迫害を受けるおそれがあるという十分に理由のある恐怖を有するために、国籍国の外にいる者であって、その国籍国の保護を受けることができない者またはそのような恐怖を有するためにその国籍国の保護を受けることを望まない者及びこれらの事件の結果として常居所を有していた国の外にいる無国籍者であって、当該常居所を有していた国に帰ることができない者またはそのような恐怖を有するために当該常居所を有していた国に帰ることを望まない者。 二以上の国籍を有する者の場合には、「国籍国」とは、その者がその国籍を有する国のいずれをもいい、迫害を受けるおそれがあるという十分に理由のある恐怖を有するという正当な理由なくいずれか一の国籍国の保護を受けなかったとしても、国籍国の保護がないとは認められない。 B (1)この条約の適用上、Aの「1951年1月1日前に生じた事件」とは、次の事件のいずれかをいう。 (a)1951年1月1日前に欧州において生じた事件 (b)1951年1月1日前に欧州または他の地域において生じた事件 各締約国は、署名、批准または加入の際に、この条約に基づく自国の義務を履行するに当たって(a)または(b)のいずれの規定を適用するかを選択する宣言を行う。 (2)(a)の規定を適用することを選択した国は、いつでも、(b)の規定を適用することを選択する旨を国際連合事務総長に通告することにより、自国の義務を拡大することができる。 |

| 難民の地位に関する議定書 第1条 2 この議定書の適用上「難民」とは、3の規定の適用があることを条件として、条約第1条を同条A(2)の「1951年1月1日前に生じた事件の結果として、かつ」及び「これらの事件の結果として」という文言が除かれているものとみなした場合に同条の定義に該当するすべての者をいう。 3 この議定書は、この議定書の締約国によりいかなる地理的な制限もなしに適用される。ただし、既に条約の締約国となっている国であって条約第1条B(1)(a)の規定を適用する旨の宣言を行っているものについては、この宣言は、同条B(2)の規定に基づいてその国の義務が拡大されていない限り、この議定書についても適用される。 |

これは狭義の政治難民にあたる。しかし、元来難民は政治的理由に限定されていたわけではなく、自然災害、飢餓・飢饉、伝染病などの災害難民（さいがいなんみん、英：disaster refugee）のほか、宗教的追放や域内外の紛争から逃避するため、住む場所を追われた人々を指す避難民（ひなんみん、英：displaced person）が多数を占めていた。
また、経済的貧困から外国へ逃避する難民は経済難民（けいざいなんみん、英：economic refugee）と呼ばれ、政治難民との識別が困難になりつつある。原則、UNHCRや第一次庇護国での難民認定を通過しないと人道支援は受けられなかったが、近年では人権に配慮し、庇護申請者（ひごしんせいしゃ、英：asylum seeker）や国内避難民（こくないひなんみん、英：internally displaced person、IDP）（域内難民）といった難民の字義から外れた地位のもとで緊急支援が受けられるようになっている。
なお、クーデターや民衆蜂起によって国外へ逃亡を図る「亡命」という語には、自主的に出国するという語感を与えるが、法的な解釈は難民と同義であり、政治犯罪人不引渡原則に適用させるか否かは到着国によって対応が異なる。

## 難民のイメージとラベル
『「難民である」というのは例えば「日本人である」「女である」というような生まれ持った属性ではなく、社会がつけたカテゴライズであって、本人のアイデンティティーを表すものではない。』と東京大学大学院のとある研究者がコンゴ民主共和国における紛争・暴力をテーマにした映画『女を修理する男』の上映会・トークショー「私たちは私たちの(無)関心と どう付き合うか」の中で述べている（難民支援協会との共催）。
オックスフォード大学の『難民研究ジャーナル』でR・ゼッターが「最も強力なラベルのひとつ」と述べているように、「難民」ラベルの持つ効力が人道支援の必要性を強力に世界へ訴えかける一方、ラベルを援用した実務家らによる人権ビジネスへの加担も指摘されている。そのラベル効力で得た膨大な支援物資や活動費は、人類学者B・E・ハレル=ボンドの言うところの「押し付け援助 (Imposing Aid)」へと繋がり、逆に難民の労働意欲や生活維持力を減退させ、難民キャンプ内をただの「要求集団化」させてしまう。

## 難民の発生地域と数値
下掲した国連難民高等弁務官事務所（UNHCR）による2025年6月14日公表『Global Trends FORCED DISPLACEMENT IN 2024』の統計では、2024年12月31日時点で世界における難民と庇護申請者の合計(下表の難民、難民と同等の状況に置かれている者、庇護申請者、その他国際的保護を要する者の総計)は約3,931万人に上る。国内避難民や無国籍者などを含めた場合、約1億2,989万人となり、日本の人口に近い値（約1億2,374.4万人、2024年12月1日時点）となっている。2022年5月以降は、1億人以上いる状況が続いている。
地域別では、中東を含めたアジアが最大の難民(37.7%)を有しており、次いでアフリカ(29.7%)、ヨーロッパ(28.6%)の順である。ヨーロッパの場合、2022年ロシアのウクライナ侵攻によって発生したウクライナ出身難民の影響が大きい。
それに対して、庇護申請者(その他、国際的保護を要する者を含む)では南アメリカ(40.4%)が最も多く、次いでヨーロッパ(15.5%)、北アメリカ(14.4%)、の順となる。南アメリカの場合、国外に避難したベネズエラ人達の影響が大きい。
国内避難民や無国籍者などを含めた総数では、アフリカ(40.4%)が最も多く、次いで、アジア(30.0%)、南アメリカ（12.6%）の順となる。
| 地域名 | 難民（A）    | 難民と同等の 状況に置かれている者(B) | A+B          | 庇護申請者 | その他、 国際的保護を 要する者 | 帰還民 (難民) | 国内避難民   | 帰還民 (国内避難民) | 無国籍者   | その他     | 合計            |
| --- | ------------ | ------------------------------------ | ------------ | ---------- | ------------------------------ | ------------- | ------------ | ------------------- | ---------- | ---------- | --------------- |
| アフリカ | 899万3472    | 19万8,000                            | 919万1,472   | 161万6,339 | 0                              | 52万6,877     | 3,427万215   | 544万541            | 99万9,269  | 42万5,409  | 5,247万122      |
| アジア | 862万5,268   | 303万8,442                           | 1,166万3,710 | 64万2,583  | 0                              | 87万9,309     | 2,115万7,923 | 199万7,056          | 290万1,776 | 113万6,945 | 3,898万1,269    |
| ヨーロッパ | 825万6,766   | 58万8,380                            | 884万5,146   | 129万3,083 | 0                              | 20万9,396     | 396万9,549   | 78万2,000           | 44万843    | 85万8,416  | 1,635万7,002    |
| 南アメリカ | 386万763     | 12万3,447                            | 51万210      | 120万1,008 | 569万5,631                     | 218           | 761万2,499   | 0                   | 3,082      | 139万2,802 | 1,641万5,134    |
| 北アメリカ | 62万4,795    | 8万3,536                             | 70万8,331    | 350万1,511 | 17万9,728                      | 21            | 103万7,463   | 0                   | 8,166      | 3,963      | 543万7,850      |
| オセアニア | 3万9,331     | 0                                    | 3万9,331     | 9万8,188   | 0                              | 0             | 8万4,062     | 0                   | 6,951      | 3,127      | 22万7,158       |
| 無国籍又は多国籍 | 0            | 0                                    | 0            | 0          | 0                              | 0             | 0            | 0                   | 0          | 0          | 0               |
| 総数 | 2,692万6,395 | 403万1,805                           | 3,095万8,200 | 835万2,712 | 587万5,359                     | 161万5,821    | 6,813万1,711 | 821万9,597          | 436万87    | 382万662   | 1億2,988万8,535 |
| 00 - 注1 - 難民：紛争や迫害により自国を離れることを余儀なくされた人々。 - 注2 - 庇護申請者：出身国外に逃れ、国際的な保護を受けながら難民認定を待っている人々。 - 注3 - その他、国際的保護を要する者:出身国外に移動を強いられ、他のカテゴリー（難民、難民と同等の状況に置かれている者、庇護申請者）で報告されていないが、国際的な保護を必要としている可能性が高い人々。全員が国外に避難したベネズエラ人である。なお必要とする保護の内容は、強制送還に対する保護や、一時的または長期的な基本サービスへのアクセスが含まれている。 - 注4 - 国内避難民：自国内で移動を強いられた人々。3つのグループの中で最も数が多い。 - 注5 - 国内避難民は同様の状況に置かれた者も含む。 - 注6 - 総数は、難民+庇護申請者+その他、国際的保護を要する者+国内避難民+無国籍者+その他-（難民と国内避難民の帰還民）+パレスチナ難民 - 出典：Global Trends FORCED DISPLACEMENT IN 2024 |              |                                      |              |            |                                |               |              |                     |            |            |                 |

「Global Trends FORCED DISPLACEMENT IN 2024」によれば、難民に関して、以下の事実を重要なポイントとしている 。
1. 全世界人口の1％以上が難民であること。
2. 2018年から2024年の間に、難民から生まれた子供が年間平均で約33万7,800人誕生したこと。
3. 難民約4人につき3人（73％）が、中低所得国に逃れていること。
4. 難民の69%が、近隣国に逃れていること。イランは約350万人近くの難民を、トルコは約290万人の難民を受け入れている。
5. 無国籍の難民が約440万人存在し、ミャンマーから逃れた人々が多くいること。
6. 18歳未満の未成年難民が、難民全体の約41%を占めていると推計されること。

国内避難民に関しては、国際移住機関（IOM）の2025年5月13日に発表した報告書より、国連難民高等弁務官事務所が発表した2024年の国内避難民数の約6,813万人でなく、約8,340万人と発表した上で、以下のことについて発表している。
1. 紛争や暴力に起因する国内避難民（約7,350万人）の内、約16%がスーダン紛争による国内避難民（約1,160万人）で占めた他、2024年12月18日にアサド政権が崩壊するまでシリア内戦が行われたシリアでは約740万人の国内避難民がいた。
2. 災害による国内避難民は、洪水被害が相次いだアフガニスタン（約130万人）やチャド（約120万人）、フィリピン（約100万人）を中心に発生した。背景には、無秩序な都市化や不十分なインフラ整備も被害拡大の要因になっている[32]。

次に、国別でみた場合、2024年末時点で最も多い難民（難民と同等の状況に置かれている者も含む）の出身国は、シリア（595万2,174人）である。次いで、アフガニスタン（576万6,586人）、3番目がウクライナ（512万36人）であり、4番目が南スーダン（229万622人）、5番目がスーダン（209万4,373人）であった。上位3カ国で約54.4%を占め、南スーダン・スーダンを含めた場合、約68.6%となる。特にアフガニスタンとウクライナとスーダンは、アフガニスタンはターリバーンの武力による復権、ウクライナは2022年ロシアのウクライナ侵攻により2021年から急激に増加しスーダンは2023年に開戦した内戦により2023年より増加している。
国内避難民や無国籍者などを含めた総数では、最も多い国は、シリア（1455万8447人）である。次いでスーダン（1434万5132人）であり、その次がウクライナ（1069万7176人）、4番目がアフガニスタン（10609679人）であり、5番目はコンゴ民主共和国（1051万2518人）であった。上位3カ国で約30.5%を占め、アフガニスタンとコンゴ民主共和国を含めた場合、約46.8%となる。また、シリアとコンゴ民主共和国は、国内避難民の方が多い。なお、シリアはアサド政権崩壊を受けて2025年中に推計で最大約150万人が帰還する見込みでありインフラ復興が急務であるが、アメリカのトランプ政権の影響などで資金面に困難が生じている。
国別でみた国外へ避難した難民の出身国と避難先の国で見た場合、2024年末時点で、最も多かったのが、アフガニスタンからイランへ避難している人は347万7,082人であり、約20人に13人がUNHCRにより支援された。次いで、シリアからトルコの290万1,478人であり、約3人に1人がUNHCRにより支援された。
また、世界の難民（難民及び難民と同等に置かれた者を含めた数）及びその他、国際的保護を要する者を合わせた数全体では、2024年で3,683万3,559
人である。その内、難民（難民及び難民と同等に置かれた者を含めた数）に属するグループでUNHCRに支援されたのは、全体の約56.0%（3,057万7,010
人中1,712万2,412人）であった。
| 難民出身国     | 避難先国       | 難民数    | UNHCRが支援した 難民数 | UNHCR 支援率（％） |
| -------------- | -------------- | --------- | ---------------------- | ------------------ |
| アフガニスタン | イラン         | 3,477,082 | 2,262,531              | 65.1               |
| シリア         | トルコ         | 2,901,478 | 960,000                | 33.3               |
| ベネズエラ     | コロンビア     | 2,779,604 | -                      | -                  |
| アフガニスタン | パキスタン     | 1,559,964 | 1,559,964              | 100.0              |
| ウクライナ     | ドイツ         | 1,205,729 | 0                      | 0                  |
| ベネズエラ     | ペルー         | 1,135,215 | -                      | -                  |
| スーダン       | チャド         | 1,109,357 | 1,109,357              | 100.0              |
| ミャンマー     | バングラデシュ | 1,005,561 | 1,005,561              | 100.0              |
| ウクライナ     | ポーランド     | 991,223   | 421,809                | 42.6               |
| 南スーダン     | ウガンダ       | 975,020   | 975,020                | 100.0              |

- 難民数は、難民及び難民と同等に置かれた者を合計した数である。
- この表でのベネズエラ出身難民は、難民だけでなく、その他国際的保護を要する者も含めた数である。また、UNHCR支援率はその他国際的保護を要する者の支援率が不明であるため、「-」としている。なお、難民及び難民と同等に置かれた者のグループのみで見た場合は、コロンビアは約17.1%（1,070人中183人）、ペルーは約33.3%（4,942人中1,645人）であった。

## 難民の種類
上述した通り難民には様々な形態があり、また国連機関、国家当局、国際NGOが捉える難民観に差異があるため、各組織を貫いて難民を理解するには無理が生じている。以下、様々な難民の類型を二項対立で示したが、二項のはざまに布置された人々や、難民に酷似しながら類型に含められない人々も存在している。
- 「真の難民 (Bona Fide Refugee)」と「偽の難民 (Mala Fide Refugee)」
- 「伝統難民 (Traditional Refugee)」[注釈 12]と「新難民 (New Refugee)」[注釈 13]
- 「避難民 (DP: Displaced Person)」と「国内避難民 (IDP: Internally Displaced Person)」
- 「条約難民 (Convention Refugee)」と「非条約難民 (Non-convention Refugee)」
- 「自発的難民 (Voluntary Refugee)」と「非自発的難民 (Involuntary Refugee)」
- 「政治難民 (Political Refugee)」と「経済難民 (Economic Refugee)」
- 「法定難民 (Statutory Refugee)」と「マンデート難民 (Mandate Refugee)」[注釈 14]
- 「海路難民 (Boat People)」と「空路難民 (Air People)」
- 「庇護申請者 (Asylum Seeker)」と「支援対象者 (POC: People of Concern)」
- 「強制移動民 (Forced Migrant)」と「自発移動民 (Voluntary Migrant)」[28]
- 「事前避難型難民 (Anticipatory Refugee Movement)」と「事後避難型難民 (Acute Refugee Movement)」[37]

## 日本の難民について

### 難民受け入れ問題
日本における難民認定者数は、諸外国と比べても著しく少ない。
日本で難民認定を受けるには、申請者が自国の政府などから個人的に命を狙われ、生命や身体の自由が脅かされるなどの「迫害のおそれ」を証明する必要がある。この「迫害のおそれ」を証明し、日本で難民認定されるのは0.7％（2021年・難民支援協会調査）という狭き門となっている。しかし自国で迫害され、強烈な虐待・拷問を受けた後に来日し、日本に長期間在住している人物でさえ難民認定が認められないなど、日本の難民認定は外国に比べて極めてな保守的な状態となっている。
2010年代から、日本では難民認定を求める者が急増している。2005年に日本で難民認定を求める者は384人だったが2013年には3260人、2014年には5000人となった。日本では難民と認定する基準が厳しく、この5000人の申請者のうち難民として認定されたのは11人であった。2017年には難民認定申請数が、前年比80％増の1万9629人となった。申請者の国籍は82カ国にわたり、主な国籍はフィリピン、ベトナム、スリランカ、インドネシア、ネパール。難民認定手続の結果、在留を認めた者は65人であった。2018年の難民認定申請数は1万493人、難民認定者42人、在留を認めた者と合わせ104人であった。
高等教育機関である複数の大学では難民を対象にした入学推薦制度を整備している。明治大学、青山学院大学、関西学院大学などは国連難民高等弁務官事務所（UNHCR）と協定を結び難民の子弟の入学を進めている。
2020年の世論調査では難民受け入れについて「慎重に」が57%、「積極的に受け入れるべきである」と「どちらかといえば積極的に受け入れるべきである」の合計は24.0%であった。
2024年3月26日の出入国在留管理庁の発表によれば、2023年の申請者は13,823人。認定者は303人（前年比101人増）で過去最多。国籍別ではアフガニスタン237人、ついでミャンマー27人、エチオピア6人、イエメン5人、中国5人、ウガンダ3人、トルコ3人など。難民の地位に関する条約による認定制度は1982年に始まり、2023年までの申請者は10万5487人、認定者は1420人。

### 偽装難民問題
日本の難民認定制度への申請は、何度でも可能である。申請中は本国に強制送還されず在留資格を持てば就労も可能であることから、出稼ぎ目的で来日した「偽装難民」も存在する。2010年からは難民申請から6カ月が経過すれば一律に仕事に就くことができる。近年日本で難民認定の申請が急増しているのもこの「偽装難民」が原因の一つである指摘されている。日本国内で難民を支援する弁護士グループや非政府組織は「偽装難民」の存在や問題を認識しつつも、制度の乱用対策よりも認定制度の改善を優先させてから「偽装難民」問題に取り組むべきとしている。法務省では極端に低い難民認定の基準を国際水準に高めるための議論が行われている。2015年9月、法務省は難民の認定制度について「新しい形態の迫害」を認めることや認定に対して外部の有識者による「難民審査参与員」の意見を採り入れる事を決めた。はお、実際に受入数を増やしたいとの思いで難民審査参与員を引き受けたとする吹浦忠正によれば、100人以上を担当した中で1人として難民認定すべきとの意見提出には至っていないとされる。2010年、難民申請をすれば、申請の6カ月後からフルタイムで労働に従事することが可能になったが、その結果、日本での労働を希望する者が「難民」として申請するケースが多く出ているとされる。結果として、法務省の難民受付の事務がパンクし、申請に多大な時間がかかるようになった。結果待ちは、偽装難民にはその分、結果が出るまで長期間の労働が可能となり好都合だが、本来の難民にとっては長期間待たされる状況になっている。遠山清彦（当時公明党議員）は、この規制緩和を「民主党政権の隠れた大失政」と批判している。こうした問題から法務省は難民認定の運用を変更、難民になった理由が借金、正当な理由のない再申請者など明らかに難民とみなされない申請者に対して手続き中での就労及び在留の不許可となった。

### クルド人問題
現在、日本には中東にまたがる少数民族であるクルド人が推定約3000人ほど難民などの理由で来日し、蕨市などに居住している。しかし、マナーの悪い行動も一部見受けられ、それに反応したネチズンが誹謗中傷などを行なっている例もある。

### 歴史

#### 百済滅亡による難民
朝鮮半島において百済が滅亡した時には、数多くの百済人が事実上の難民として友好国であった日本に身を寄せた記録がある。

#### ネーデルラント連邦共和国滅亡による難民
いくつかの例外を除いて外国との通商を断絶していた江戸時代の鎖国体制でも出島のオランダ商館にいたヘンドリック・ドゥーフなどが祖国のネーデルラント連邦共和国（オランダ）がフランスに滅亡させられたために一種の難民の状態となって日本に取り残された。

#### 帝政ロシア滅亡による難民
ロシア革命による帝政ロシア滅亡、共産主義化（赤化）で、ロシアを追われた白系ロシア人やタタール人などの一部が満洲や樺太経由で日本に亡命してきた。プロ野球選手のスタルヒン、実業家のフョドル・ドミトリエヴィチ・モロゾフやヴァレンティン・フョードロヴィチ・モロゾフ、菓子職人マカロフ・ゴンチャロフなどがいる。

#### 日本経由希望のユダヤ人難民
昭和期には、ドイツにナチス政権が誕生し大量のユダヤ人の難民が発生すると、日本の外務省は日本本土や中国大陸の日本支配地域である満洲国を経由してアメリカ合衆国などの国に亡命する「ユダヤ人の取り扱いを定めた規則」や「猶太人対策要綱」などを制定した。
1938年3月8日にユダヤ難民が満洲国のハルビン駅に殺到すると、ハルビン特務機関長の樋口季一郎（太平洋戦争/大東亜戦争開戦の翌1942年8月1日から北海道札幌市に司令部を置く北部軍司令官）は人道上の問題として独断で救援列車を手配し、ビザ（査証）の発給を指示した。このユダヤ難民脱出ルートは後に「ヒグチルート」と呼ばれ、救出されたユダヤ難民の数は2万人に上ったとされる。この2年後の1940年には、駐リトアニア日本大使であった杉原千畝が「命のビザ」を発給している。彼らは日本を経由し、アメリカ合衆国を中心に各希望居住地に移住した。

#### ベトナム戦争による難民
1979年8月には、ベトナム戦争による「ベトナム難民第一号」としてルー・フィン・チャウが来日し大きく報道された。チャウはのちに日本で歌手デビューした。20世紀、インドシナ難民に対する国際貢献の必要性が契機となり1981年10月3日に日本は「難民の地位に関する条約」に、1982年1月1日には「難民の地位に関する議定書」にそれぞれ加盟し1982年1月1日両条約と議定書を発行した。そして、それまでの「出入国管理令」に基き制定を大幅に改正・改定した「出入国管理及び難民認定法」（以下、入管難民法）によって難民の認定手続制度を規定している (外国人登録法を廃止)。入国管理当局の認定作業は当初より非公開かつ過酷であったが、1980年代後半にベトナムからの偽装難民が大量に流入するようになるとスクリーニング制度が導入され更に認定基準が引き上げられた。以降日本の難民認定手続が外国人である難民申請者側にとって複雑であるとされることや、法務大臣及び難民調査官という法務省官吏のみが難民認定の権限を有することが人道的配慮に欠けるとして国際社会から批難されるようになると、これを受けて法務省は2002年6月から難民問題に関する専門部会を開催し、2005年5月に入管難民法を改正して外部からの有識者や実務経験者などを難民認定手続に関与させる「難民審査参与員制度」を導入するとともに、日本入国後60日以内に難民申請を行わなければ入国管理局は当事者を違法滞在として強制退去させるとしていた、いわゆる「60日ルール」を廃止した。日本は国際連合に毎年多額の資金を提供しており、2017年から2019年にかけての拠出額は世界3位である。

#### ミャンマー民族問題による難民
2009年7月に日本政府はミャンマー難民の第三国定住受け入れを表明し、翌2010年9月より3年間タイ西部のメラ・キャンプに避難しているカレン難民30名ずつ、計90名の受け入れをパイロット・ケースとして開始し国際貢献をアピールした。ただし、日本のミャンマー難民の受け入れには、母国民主化への判断違いや民族問題に対する理解不足があり、かつ難民の日本への移住希望者不在や日本社会不適応性といった問題がある。

## アメリカ合衆国の難民・不法移民による国境危機問題
アメリカ合衆国の外国人受け入れは難民と移民を区別しており、難民の年間受け入れ者数には上限が設定されている（アメリカ合衆国の移民については「アメリカ合衆国への移民」の項を参照のこと）。
ただし、中南米（ラテンアメリカ）からの移民希望者（不法移民希望者）・難民の区別が困難でメキシコとの国境危機に陥っている。2016年までのバラク・オバマ民主党政権末期には年間11万人の難民受け入れ枠が設定されていた。しかし、2017年に発足したドナルド・トランプ共和党政権では難民や移民を問わず外国人の受け入れに不寛容な姿勢を採ったため段階的に設定枠が削減、2020年度には1万5000人まで引き下げられた。2021年に発足したジョー・バイデン政権を受けて、メキシコ経由の中南米からの希望者が9倍近く増加し、メキシコ国境沿いが難民キャンプと呼ばれる事態となった。しかし、移民政策に関してはトランプ政権を引き継ぎ、年間受け入れ者数を1万5000人と抑制する方針を示した。そのため、民主党党内左派からの批判を受けて同年5月3日、受け入れ者数を6万2500人へ引き上げることを発表。次年度以降も引き揚げていく方針を示した。その後の同年9月にはハイチから難民と主張する者らを不法移民として強制送還している。カマラ・ハリス副大統領は初外遊先のグアテマラでアレハンドロ・ジャマテイ大統領との会談後の共同記者会見にて、移民難民希望者らで国境危機になっているため、アメリカへの移民希望者に対し、「（アメリカに）来ないで。来ないで。アメリカはこれからも法を執行し、国境を守り続ける」「我々の国境に来れば追い返されるだろう」とアメリカに不法入国しないよう求めた。移民・難民希望者らへ対策を示さなかったことへ嘲笑する意見がある。

## 啓発活動

### 世界難民の日
2000年12月4日の国際連合総会において、2001年より毎年6月20日を「世界難民の日」とする旨が決議された。
6月20日は元々、OAU（アフリカ統一機構）難民の地位に関する条約の発効を記念する「アフリカ難民の日」であった。
2001年以降毎年、「世界難民の日」である毎年6月20日は難民の保護と援助に対する世界的な関心を高め、UNHCRをはじめとする国際連合機関やNGO (非政府組織) による活動に理解と支援を深める日にするため、世界各地で「世界難民の日イベント」が開催されている。

### 難民選手団
2016年リオデジャネイロ夏季五輪にて、初めて難民選手団が登場して注目を集めた。
男女合計10名でうち2名は開催国のブラジル在住で、陸上・水泳・柔道の各種目に出場した。

## 関連書籍
出版年順
- Harrell=Bond, Barbara E. (1986). Imposing Aid: Emergency Assistance to Refugees. オックスフォード大学出版局. NCID BA00327489
- 本間浩『難民問題とは何か』〈岩波新書〉1990年。全国書誌番号:91022030。
- Castles, S.; Miller, M.J. (1993). The Age of Migration: International Population Movements in the Modern World. The Macmillan Press. NCID BA20929961
- 『難民』加藤節, 宮島喬 (編)、東京大学出版会、1994年。全国書誌番号:94039632。
- Weiner, Myron (1995). The Global Migration Crisis: Challenge to States and to Human Rights. The HarperCollins series in comparative politics. HarperCollins College Publishers. NCID BA28608316
  - 同日本語版　マイロン・ウェイナー 著、内藤嘉昭 訳『移民と難民の国際政治学』明石書店、1999年。全国書誌番号:99106314。
- Gorman, R.F. (2000). Historical Dictionary of Refugee and Disaster Relief Organization, 2nd Edition. International organizations series. The Scarecrow Press. NCID BA47544028
- 緒方貞子『紛争と難民 －緒方貞子の回想－』集英社、2006年。全国書誌番号:21011461。
- 岩田陽子「我が国の難民認定制度の現状と論点」『調査と情報－ISSUE BRIEF－』第710号、国立国会図書館、2011年5月12日。
- 難民研究フォーラム『難民研究ジャーナル Refugee studies journal』、現代人文社、2011年、ISSN 2186-4292。
- シモン・ストランゲル 著、枇谷玲子 訳『このTシャツは児童労働で作られました。』汐文社、2013年。全国書誌番号:22204808。